# Староивановский сельский совет
Староивановский сельский совет (укр. Староіванівська сільська рада) входит в состав Ахтырского района Сумской области Украины.
Административный центр сельского совета находится в 
с. Старая Ивановка.

## Населённые пункты совета
- с. Старая Ивановка
- с. Будное
- с. Климентово
- с. Пески
- с. Подол
- с. Сосонка